# Schönmünz (Fluss)
Die Schönmünz ist der zweitgrößte Nebenfluss der Murg im Nordschwarzwald. Der Fluss entwässert ein weitläufiges, großenteils siedlungsleeres Waldgebiet im Osten des westlichen Hauptkamms südlich der Hornisgrinde.

## Geographie

### Verlauf und Tallandschaft

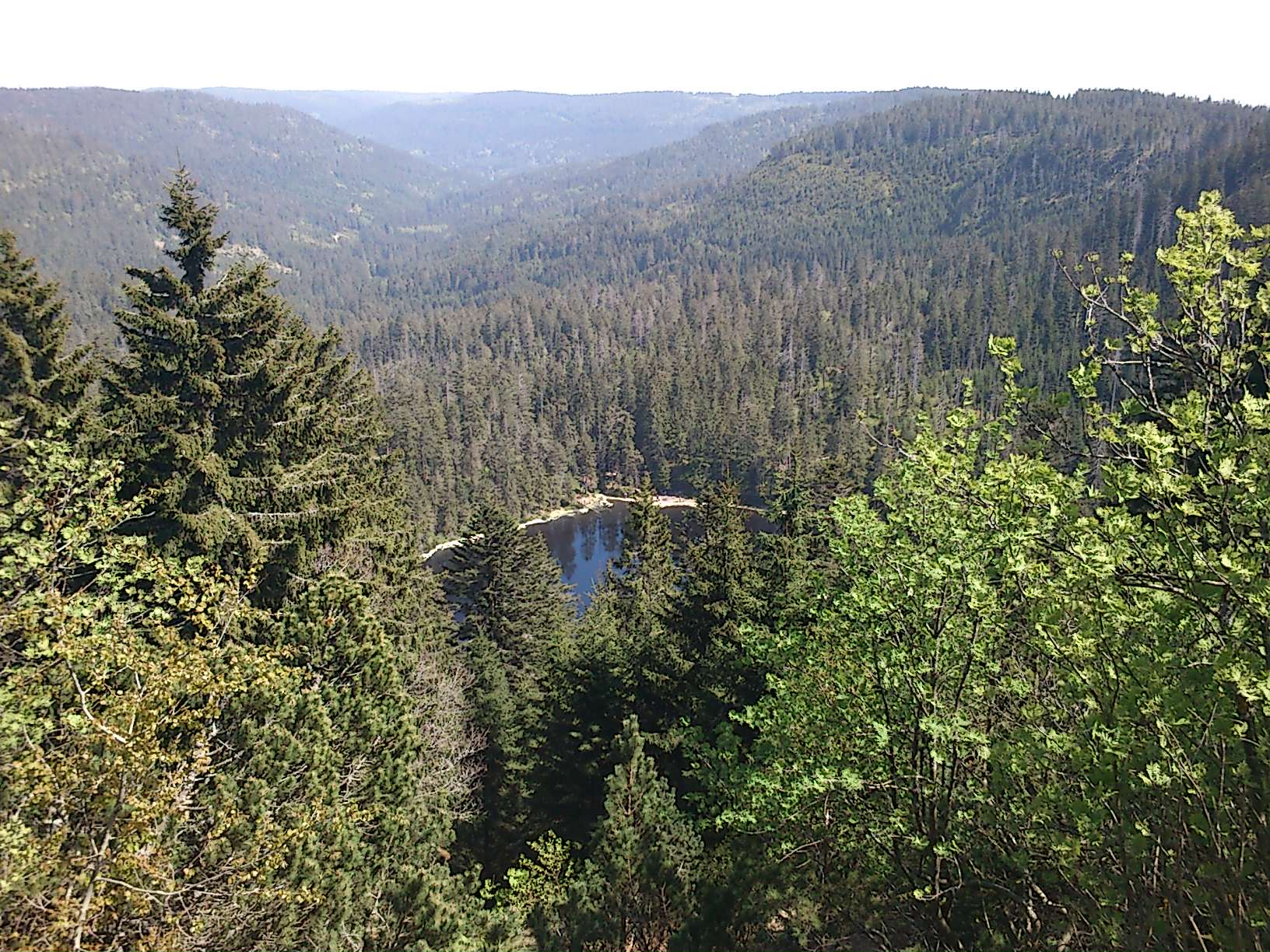
Das Wildsee-Kar, der Talschluss des einsamen Schönmünztals

Das Tal der Schönmünz beginnt mit einer der bekanntesten Landschaftsszenen des Nordschwarzwaldes, dem Blick vom Seekopf (1055 m ü. NN) auf den in einem weiten Kar gelegenen Wildsee und das bis zu den Plateaus am Horizont geschlossen bewaldete obere Schönmünztal. Nördlich dieses Seelochs schließt sich, getrennt durch den Kapellenbuckel, das Nachbar-Kar Seeleger an. Das hier entspringende Legerbächle bildet mit dem Seeloch-Bach die rasch größer werdende Schönmünz. Ihr Quellgebiet liegt im niederschlagsreichsten Landstrich Deutschlands außerhalb der Alpen. Der geschlossene Wald lässt nicht mehr erahnen, dass fast das gesamte obere Schönmünztal im Jahre 1800 von einem Waldbrand in Asche gelegt worden war.

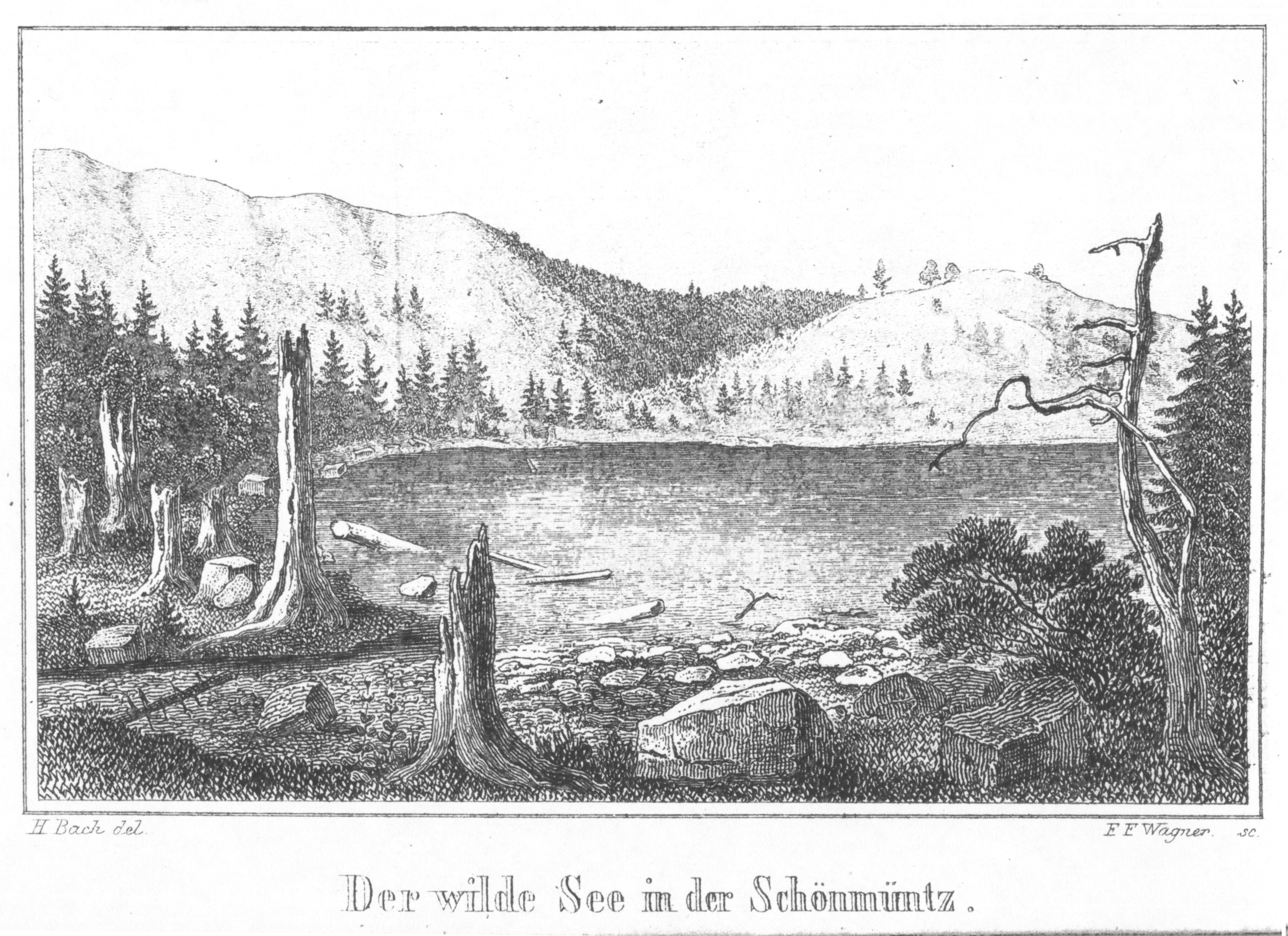
Der Wildsee mit erstem Aufwuchs nach dem Waldbrand von 1800

Im weiteren Verlauf fließen dem gestreckt verlaufenden Bach von beiden Seiten viele Nebenbäche zu, die fast alle in meist nach Osten offenen Karen beginnen und teilweise in ihrem Lauf typische Versprünge in die Fließrichtung des Haupttales aufweisen: Das obere Schönmünz-Tal ist eines der am stärksten von Gletschern der letzten Kaltzeiten geprägten Gebiete des Nordschwarzwaldes. Bei den Volzenhäusern wendet sich das Tal nordwärts, und die Talsohle unterschreitet eine Höhe von 600 Metern. Ab hier mehren sich kleine Talwiesen. Wiesen gibt es aber auch vereinzelt an Verebnungen der Hänge auf etwa 700 Metern Höhe. Die größte liegt im Mündungswinkel des Schönmünztales mit dem von links kommenden Langenbachtal, dort liegt auch die Holzfällersiedlung Leimiß (Miss: regionaler Begriff für Moor). Noch etwas höher über der Talsohle entspringen die meisten kleinen Quellfließe, denn hier liegt die fast ebene Gesteinsgrenze zwischen dem die moorigen Bergkämme aufbauenden Buntsandstein und dem unterlagenden, kaum wasserdurchlässigen Forbachgranit. Viele der Grinden, moorigen Hochplateaus, beiderseits des Tals stehen seit langem unter Naturschutz und gehören jetzt zu den Kernzonen des Nationalparks Schwarzwald.
An der Einmündung des Langenbachs liegt eine Siedlung, deren Name Zwickgabel die topographische Situation beschreibt. Das geradlinige Langenbachtal mit drei weiteren kleinen Siedlungen ist deutlich länger als das Schönmünz-Tal und gibt ab dem Zusammenfluss auch die weitere östliche Talrichtung vor. Es beginnt am Osthang der Hornisgrinde, des höchsten Berges im Nordschwarzwald. Die Schönmünz ist hier dennoch etwas wasserreicher und behält somit den Namen bei. Die Kreisstraße 4734, eine Stichstraße in das hintere Langenbachtal, begleitet ab hier die auf über 15 Meter Breite angewachsene Schönmünz.
Von links münden der Hintere Seebach, der im unter Naturschutz stehenden Blindsee-Kar entspringt, und der Vordere Seebach, der im von hohen Felshängen gerahmten, ebenfalls geschützten Schurmsee-Kar seinen Anfang nimmt. Ab hier beginnt der Ort Schönmünzach, der den Fluss auf dem letzten Kilometer seines Laufs begleitet. Nahe dem Bahnhof mündet die Schönmünz mit einer mittleren Wasserführung von etwa 2,3 m³/s in die Murg.

Tallandschaft der Schönmünz
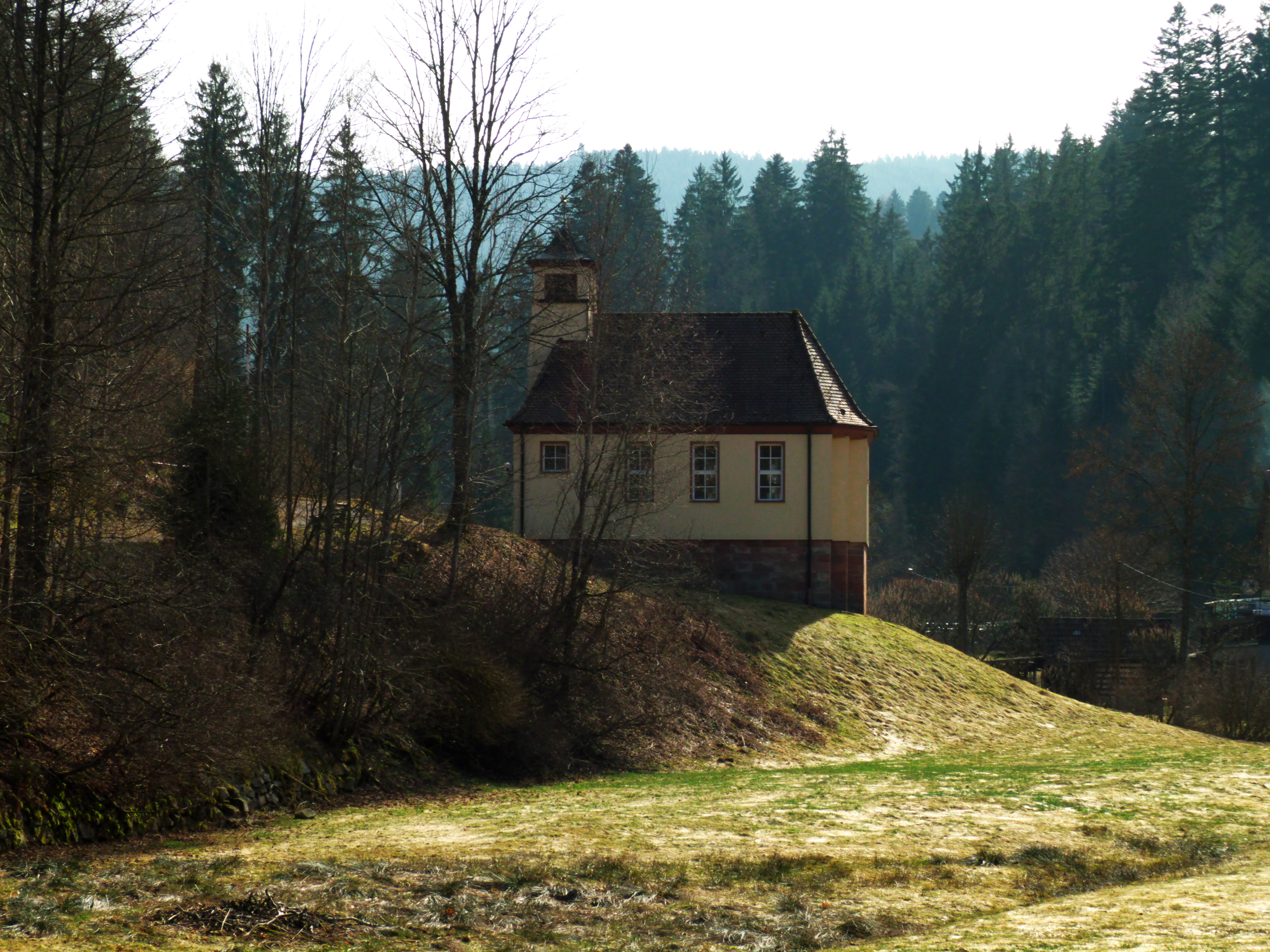
Die Kirche von Zwickgabel im Mündungswinkel der Täler von Langenbach und Schönmünz
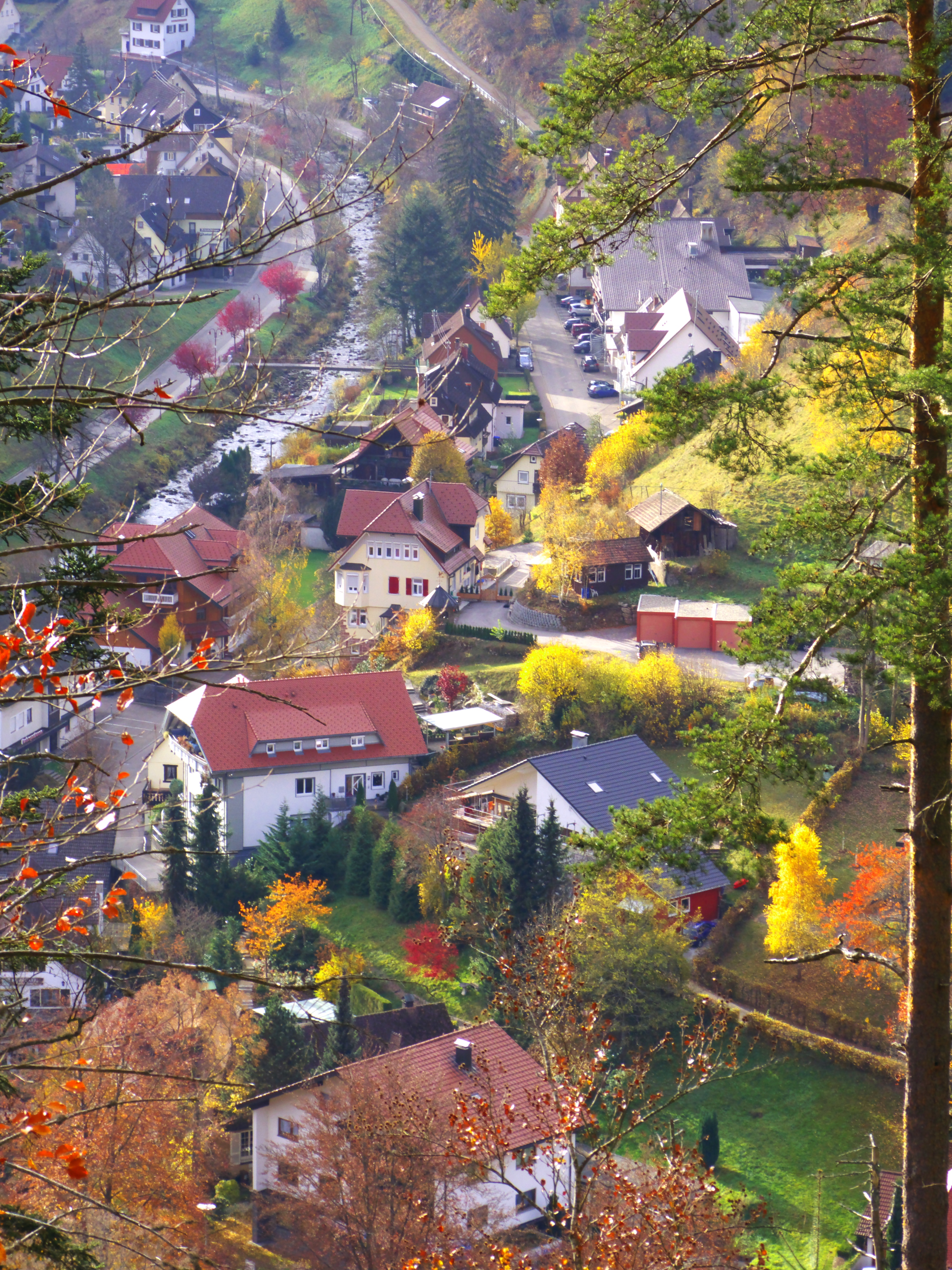
Die Schönmünz im Ort Schönmünzach, Blick vom Verlobungsfelsen

### Zuflüsse
| Name                         | Zufluss von | Länge  | Einzugs- gebiet | Wasser- führung | Quell- gebiet                    | Mündungs- ort                            | Mündungs- höhe |
| ---------------------------- | ----------- | ------ | --------------- | --------------- | -------------------------------- | ---------------------------------------- | -------------- |
| Legerbächle (linker Quellb.) | links       | 1,1 km | 0,6 km²         | 33 l/s          | Kar SO der Darmstädter Hütte     | O Kapellenbuckel (Koord.)                | 799,5 m ü. NHN |
| Seeloch (rechter Quellb.)    | rechts      | 1,2 km | 0,5 km²         | 24 l/s          | Seekopf-NO-Hang (Wildsee-Kar)    | O Kapellenbuckel (Koord.)                | 799,5 m ü. NHN |
| Diebelsbach                  | rechts      | 1,0 km | 1,4 km²         | 0,07 m³/s       | NW der Schlangenkirche           | Südlichster Punkt der Schönmünz (Koord.) | 671,4 m ü. NHN |
| Leinbächle                   | links       | 1,3 km | 1,2 km²         | 0,06 m³/s       | Leinkopf-Osthang                 | W Volzenhäuser (Koord.)                  | 634 m ü. NHN   |
| Langenbach                   | links       | 9,5 km | 16,7 km²        | 0,81 m³/s       | Hornisgrinde-Südosthang          | Zwickgabel (Koord.)                      | 541 m ü. NHN   |
| Hinterer Seebach             | links       | 3,0 km | 4,3 km²         | 0,21 m³/s       | Blindsee-Kar im Langeck-Südhang  | NO Zwickgabel (Koord.)                   | 521 m ü. NHN   |
| Vorderer Seebach             | links       | 3,6 km | 3,3 km²         | 0,16 m³/s       | Schurmsee-Kar im Langeck-Osthang | Siedlung Tauchert (Koord.)               | 488 m ü. NHN   |